# Carphephorus tomentosus
Carphephorus tomentosus là một loài thực vật có hoa trong họ Cúc. Loài này được (Michx.) Torr. & A.Gray mô tả khoa học đầu tiên năm 1841.